# Athetis melanephra
Athetis melanephra là một loài bướm đêm trong họ Noctuidae.